# Momento de fuerza
En mecánica newtoniana, se denomina momento de una fuerza, momento polar o torque (respecto a un punto dado) a una magnitud (pseudo) vectorial, obtenida como producto vectorial del vector de posición del punto de aplicación de la fuerza (con respecto al punto al cual se toma el momento) por el vector fuerza, en ese orden. También se denomina momento dinámico o sencillamente momento. Ocasionalmente recibe el nombre de torque, del inglés torque, derivado a su vez del latín torquere (retorcer).
En tres dimensiones, el par es un pseudovector; para partículas puntuales, viene dado por el producto vectorial del vector de posición (vector de distancia) y el vector de fuerza. La magnitud del par de torsión de un cuerpo rígido depende de tres cantidades: la fuerza aplicada, el vector de brazo de palanca conectando el punto alrededor del cual se mide el par con el punto de aplicación de la fuerza, y el ángulo entre los vectores de fuerza y brazo de palanca.

## Definición
El momento de una fuerza {\displaystyle \mathbf {F} \,} aplicada en un punto {\displaystyle P} con respecto de un punto O está dado por el producto vectorial del vector {\displaystyle {\overrightarrow {\text{OP}}}\,} por el vector fuerza; esto es,

{\displaystyle \mathbf {M} _{\text{O}}={\overrightarrow {\text{OP}}}\times \mathbf {F} =\mathbf {r} \times \mathbf {F} \,}

Donde {\displaystyle \mathbf {r} } es el vector que va desde O a P.
Por la propia definición del producto vectorial, el momento {\displaystyle \mathbf {M} \,} es un vector perpendicular al plano determinado por los vectores {\displaystyle \mathbf {F} \,} y {\displaystyle \mathbf {r} }.
El término momento se aplica a otras magnitudes vectoriales como el momento lineal o cantidad de movimiento {\displaystyle \mathbf {p} \,}, y el momento angular o cinético, {\displaystyle \mathbf {L} \,}, definido como

{\displaystyle \mathbf {L} _{\text{O}}={\overrightarrow {\text{OP}}}\times \mathbf {p} =\mathbf {r} \times \mathbf {p} }

El momento de fuerza conduce a los conceptos de par de fuerzas y par motor (par en física y tecnología).

## Interpretación del momento
El momento de una fuerza con respecto a un punto da a conocer en qué medida existe capacidad de una fuerza o sistema de fuerzas para cambiar el estado de la rotación del cuerpo alrededor de un eje que pase por dicho punto.
El momento tiende a provocar una aceleración angular (cambio en la velocidad de giro) en el cuerpo sobre el cual se aplica y es una magnitud característica en elementos que trabajan sometidos a torsión (como los ejes de maquinaria) o a flexión (como las vigas).

## Relación con el momento angular

Una partícula se encuentra en la posición r respecto a su eje de rotación. Cuando se aplica una fuerza F a la partícula, sólo la componente perpendicular F_{⊥} produce un par.

Una fuerza aplicada perpendicularmente a una palanca y multiplicada por su distancia desde el punto de apoyo de la palanca (la longitud del brazo de palanca) es su torque. Por ejemplo, una fuerza de tres newtons aplicada a dos metros del punto de apoyo ejerce el mismo torque que una fuerza de un newton aplicada a seis metros del punto de apoyo. La dirección del torque se puede determinar utilizando la regla de la mano derecha para el torque: si los dedos de la mano derecha están curvados desde la dirección del brazo de palanca hasta la dirección de la fuerza, entonces el pulgar apunta en la dirección del torque.
Más generalmente, el torque sobre una partícula puntual (que tiene la posición r en algún marco de referencia) se puede definir como el producto cruz :
{\displaystyle {\boldsymbol {\tau }}=\mathbf {r} \times \mathbf {F} ,}
donde F es la fuerza que actúa sobre la partícula. La magnitud τ del torque se da por :
{\displaystyle \tau =rF\sin \theta ,} donde F es la magnitud de la fuerza aplicada, y θ es el ángulo entre los vectores de posición y fuerza. Alternativamente, :
{\displaystyle \tau =rF_{\perp },} donde F⊥ es la cantidad de fuerza dirigida perpendicularmente a la posición de la partícula. Cualquier fuerza dirigida paralelamente al vector de posición de la partícula no produce un torque.
Sigue de las propiedades del producto cruz que el vector de torque es perpendicular tanto a los vectores de posición como de fuerza. A la inversa, el vector de torque define el plano en el que yacen los vectores de posición y fuerza. La dirección resultante del vector de torque está determinada por la regla de la mano derecha.
El torque neto sobre un cuerpo determina la tasa de cambio del momento angular del cuerpo, :
{\displaystyle {\boldsymbol {\tau }}={\frac {\mathrm {d} \mathbf {L} }{\mathrm {d} t}}} donde L es el vector del momento angular y t es el tiempo.
Para el movimiento de una partícula puntual :
{\displaystyle \mathbf {L} =I{\boldsymbol {\omega }},} donde I es el momento de inercia y ω es el pseudovector de velocidad angular orbital. Entonces : {\displaystyle {\boldsymbol {\tau }}_{\mathrm {neto} }=I_{1}{\dot {\omega _{1}}}{\hat {\boldsymbol {e_{1}}}}+I_{2}{\dot {\omega _{2}}}{\hat {\boldsymbol {e_{2}}}}+I_{3}{\dot {\omega _{3}}}{\hat {\boldsymbol {e_{3}}}}+I_{1}\omega _{1}{\frac {d{\hat {\boldsymbol {e_{1}}}}}{dt}}+I_{2}\omega _{2}{\frac {d{\hat {\boldsymbol {e_{2}}}}}{dt}}+I_{3}\omega _{3}{\frac {d{\hat {\boldsymbol {e_{3}}}}}{dt}}=I{\boldsymbol {\vec {\dot {\omega }}}}+{\boldsymbol {\vec {\omega }}}\times (I{\boldsymbol {\vec {\omega }}})}
que usando usando la derivada de un versor quedaría :{\displaystyle {d{\boldsymbol {\hat {e_{i}}}} \over dt}={\vec {\boldsymbol {\omega }}}\times {\boldsymbol {\hat {e_{i}}}}}Esta ecuación es el análogo rotacional de la segunda ley de Newton para partículas puntuales, y es válida para cualquier tipo de trayectoria. En algunos casos simples como un disco giratorio, donde solo está presente el momento de inercia en el eje de rotación, la segunda ley de Newton rotacional puede ser{\displaystyle {\boldsymbol {\tau }}=I{\boldsymbol {\alpha }}}donde {\textstyle I=mr^{2}} y {\displaystyle {\boldsymbol {\alpha }}={\boldsymbol {\vec {\dot {\omega }}}}}.

### Demostración de la equivalencia de las definiciones
La definición del momento angular para una única partícula puntual es:
{\displaystyle \mathbf {L} =\mathbf {r} \times \mathbf {p} }
donde p es el momento lineal de la partícula y r es el vector de posición desde el origen. La derivada temporal de esto es:
{\displaystyle {\frac {\mathrm {d} \mathbf {L} }{\mathrm {d} t}}=\mathbf {r} \times {\frac {\mathrm {d} \mathbf {p} }{\mathrm {d} t}}+{\frac {\mathrm {d} \mathbf {r} }{\mathrm {d} t}}\times \mathbf {p} .}
Este resultado puede demostrarse fácilmente dividiendo los vectores en componentes y aplicando la regla del producto. Ahora, utilizando la definición de la fuerza {\textstyle \mathbf {F} ={\frac {\mathrm {d} \mathbf {p} }{\mathrm {d} t}}} (ya sea que la masa sea constante o no) y la definición de velocidad {\textstyle {\frac {\mathrm {d} \mathbf {r} }{\mathrm {d} t}}=\mathbf {v} },
{\displaystyle {\frac {\mathrm {d} \mathbf {L} }{\mathrm {d} t}}=\mathbf {r} \times \mathbf {F} +\mathbf {v} \times \mathbf {p} .}
El producto cruz de momento {\displaystyle \mathbf {p} } con su velocidad asociada {\displaystyle \mathbf {v} } es cero porque la velocidad y el momento son paralelos, por lo que el segundo término desaparece.
Por definición, el torque τ = r × F. Por lo tanto, el torque sobre una partícula es igual a la primera derivada de su momento angular con respecto al tiempo.
Si se aplican múltiples fuerzas, la segunda ley de Newton se expresa como Fneto = ma, y se sigue que
{\displaystyle {\frac {\mathrm {d} \mathbf {L} }{\mathrm {d} t}}=\mathbf {r} \times \mathbf {F} {\mathrm {neto} }={\boldsymbol {\tau }}{\mathrm {neto} }.}
Esta es una demostración general para partículas puntuales.
La demostración se puede generalizar a un sistema de partículas puntuales aplicando la demostración anterior a cada una de las partículas puntuales y luego sumando sobre todas las partículas puntuales. De manera similar, la demostración se puede generalizar a una masa continua aplicando la demostración anterior a cada punto dentro de la masa, y luego integrando sobre toda la masa.

## Unidades
El momento dinámico se expresa en unidades de fuerza por unidades de distancia. En el Sistema Internacional de Unidades la unidad se denomina newton metro o newton-metro, indistintamente. Su símbolo se escribe como N m o N·m.
Si bien, dimensionalmente, N·m parece equivaler al julio, no se utiliza esta unidad para medir momentos, ya que el julio conceptualmente es unidad de trabajo o energía, que son conceptualmente diferentes a un momento de fuerza. El momento de fuerza es una magnitud vectorial, mientras que la energía es una magnitud escalar.
No obstante, la equivalencia dimensional de ambas magnitudes no es una coincidencia. Un momento de 1 N•m aplicado a lo largo de una revolución completa ({\displaystyle \scriptstyle 2\pi } radianes) realiza un trabajo igual a {\displaystyle \scriptstyle 2\pi \,} julios, ya que {\displaystyle \scriptstyle W=M\,\theta }, donde {\displaystyle \scriptstyle W} es el trabajo, {\displaystyle \scriptstyle M} es el momento y {\displaystyle \scriptstyle \theta } es el ángulo girado (en radianes). Esto motiva el nombre de “julio por radián” "J/rad" para la unidad de momento, que también es utilizado oficialmente por el SI.

## Cálculo de momentos en el plano

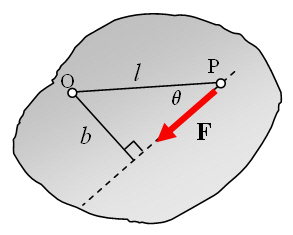
Momento es igual a fuerza por su brazo.

Cuando se consideran problemas mecánicos bidimensionales, en los que todas las fuerzas y demás magnitudes vectoriales son coplanarias, el cálculo de momentos se simplifica notablemente. Eso se debe a que los momentos serían perpendiculares al plano de coplanariedad y, por tanto, sumar momentos se reduciría a sumar tan sólo sus componentes perpendiculares al plano, que son magnitudes escalares.
Si se considera una fuerza aplicada en un punto P del plano de trabajo y otro punto O sobre el mismo plano, el módulo del momento en O viene dado por:

{\displaystyle M=Fl\sin \theta =Fb\,}

siendo {\displaystyle \textstyle F\,} el módulo de la fuerza, {\displaystyle b\,} el brazo de momento, es decir, la distancia a la que se encuentra el punto O (en el que tomamos momento) de la recta de aplicación de la fuerza, y {\displaystyle \theta \,} el complementario del ángulo que forman los dos vectores.
La dirección de un momento es paralela al eje de momento, el cual es perpendicular al plano que contiene la fuerza F, y por su brazo de momento d. Para establecer el sentido se utiliza la regla de la mano derecha.

## Principio de los momentos
El principio de los momentos, también conocido como teorema de Varignon (que no debe confundirse con el teorema geométrico del mismo nombre) establece que los pares resultantes debidos a varias fuerzas aplicado aproximadamente a un punto es igual a la suma de los pares contribuyentes:
{\displaystyle \tau =\mathbf {r} _{1}\times \mathbf {F} _{1}+\mathbf {r} _{2}\times \mathbf {F} _{2}+\ldots +\mathbf {r} _{N}\times \mathbf {F} _{N}.}
De esto se deduce que los momentos de torsión resultantes de dos fuerzas que actúan alrededor de un pivote sobre un objeto están equilibrados cuando
{\displaystyle \mathbf {r} _{1}\times \mathbf {F} _{1}+\mathbf {r} _{2}\times \mathbf {F} _{2}=\mathbf {0} .}

## Relación entre torque, potencia y energía
Si se permite que una fuerza actúe a lo largo de una distancia, está realizando trabajo mecánico. De manera similar, si el torque actúa a través de un desplazamiento angular, está realizando trabajo. Matemáticamente, para la rotación alrededor de un eje fijo a través del centro de masa, el trabajo W se puede expresar como:
{\displaystyle W=\int _{\theta _{1}}^{\theta _{2}}\tau \ \mathrm {d} \theta ,} donde τ es el torque, y θ1 y θ2 representan (respectivamente) las posiciones angulares inicial y final del cuerpo.

### Demostración
El trabajo realizado por una fuerza variable que actúa sobre un desplazamiento lineal finito {\displaystyle s} se da integrando la fuerza respecto a un desplazamiento lineal elemental {\displaystyle \mathrm {d} \mathbf {s} } :
{\displaystyle W=\int _{s_{1}}^{s_{2}}\mathbf {F} \cdot \mathrm {d} \mathbf {s} }
Sin embargo, el desplazamiento lineal infinitesimal {\displaystyle \mathrm {d} \mathbf {s} } está relacionado con un desplazamiento angular correspondiente {\displaystyle \mathrm {d} {\boldsymbol {\theta }}} y el vector de radio {\displaystyle \mathbf {r} } como : {\displaystyle \mathrm {d} \mathbf {s} =\mathrm {d} {\boldsymbol {\theta }}\times \mathbf {r} }
La sustitución en la expresión anterior para el trabajo da como resultado :
{\displaystyle W=\int _{s_{1}}^{s_{2}}\mathbf {F} \cdot \mathrm {d} {\boldsymbol {\theta }}\times \mathbf {r} }
La expresión {\displaystyle \mathbf {F} \cdot \mathrm {d} {\boldsymbol {\theta }}\times \mathbf {r} } es un producto triple escalar dado por {\displaystyle \left[\mathbf {F} ,\mathrm {d} {\boldsymbol {\theta }},\mathbf {r} \right]}. Una expresión alternativa para el mismo producto triple escalar es :
{\displaystyle \left[\mathbf {F} ,\mathrm {d} {\boldsymbol {\theta }},\mathbf {r} \right]=\mathbf {r} \times \mathbf {F} \cdot \mathrm {d} {\boldsymbol {\theta }}}
Pero según la definición de torque :
{\displaystyle {\boldsymbol {\tau }}=\mathbf {r} \times \mathbf {F} }
La sustitución correspondiente en la expresión del trabajo da como resultado :
{\displaystyle W=\int _{s_{1}}^{s_{2}}{\boldsymbol {\tau }}\cdot \mathrm {d} {\boldsymbol {\theta }}}
Dado que el parámetro de integración ha cambiado de desplazamiento lineal a desplazamiento angular, los límites de la integración también cambian correspondientemente, lo que da :
{\displaystyle W=\int _{\theta _{1}}^{\theta _{2}}{\boldsymbol {\tau }}\cdot \mathrm {d} {\boldsymbol {\theta }}}
Si el torque y el desplazamiento angular están en la misma dirección, entonces el producto escalar se reduce a un producto de magnitudes; es decir,
{\displaystyle {\boldsymbol {\tau }}\cdot \mathrm {d} {\boldsymbol {\theta }}=\left|{\boldsymbol {\tau }}\right|\left|\mathrm {d} {\boldsymbol {\theta }}\right|\cos 0=\tau ,\mathrm {d} \theta }, lo que da :
{\displaystyle W=\int _{\theta _{1}}^{\theta _{2}}\tau ,\mathrm {d} \theta }
Se sigue del principio trabajo-energía que W también representa el cambio en la energía cinética rotacional Er del cuerpo, dada por :
{\displaystyle E_{\mathrm {r} }={\tfrac {1}{2}}I\omega ^{2},}
donde I es el momento de inercia del cuerpo y ω es su velocidad angular.
La potencia es el trabajo por unidad de tiempo, dada por :
{\displaystyle P={\boldsymbol {\tau }}\cdot {\boldsymbol {\omega }},} donde P es la potencia, τ es el torque, ω es la velocidad angular, y {\displaystyle \cdot } representa el producto escalar.
Algebraicamente, la ecuación se puede reorganizar para calcular el torque para una velocidad angular dada y una salida de potencia. Es importante destacar que la potencia inyectada por el torque depende solo de la velocidad angular instantánea, no de si la velocidad angular aumenta, disminuye o permanece constante mientras se aplica el torque (esto es equivalente al caso lineal donde la potencia inyectada por una fuerza depende solo de la velocidad instantánea, no de la aceleración resultante, si la hubiera).
En la práctica, esta relación se puede observar en las bicicletas: Las bicicletas están compuestas típicamente por dos ruedas de carretera, engranajes delanteros y traseros (llamados piñones) en engranaje con una cadena, y un mecanismo de desviador si el sistema de transmisión de la bicicleta permite usar múltiples relaciones de engranajes (es decir, bicicleta de múltiples velocidades), todos ellos conectados al marco. Un ciclista, la persona que monta la bicicleta, proporciona la potencia de entrada girando los pedales, lo que hace girar el plato delantero (comúnmente referido como plato). La potencia de entrada proporcionada por el ciclista es igual al producto de la velocidad angular (es decir, el número de revoluciones del pedal por minuto multiplicado por 2π) y el torque en el eje del juego de bielas de la bicicleta. El tren de transmisión de la bicicleta transmite la potencia de entrada a la rueda de carretera, que a su vez transmite la potencia recibida a la carretera como la potencia de salida de la bicicleta. Dependiendo de la relación de engranajes de la bicicleta, un par (torque, velocidad angular)entrada se convierte en un par (torque, velocidad angular)salida. Al usar un piñón trasero más grande, o cambiando a un piñón más bajo en bicicletas de múltiples velocidades, la velocidad angular de las ruedas de carretera disminuye mientras que el torque aumenta, cuyo producto (es decir, la potencia) no cambia.
Para las unidades del SI, la unidad de potencia es el vatio, la unidad de torque es el newton-metro y la unidad de velocidad angular es el radián por segundo (no rpm y no revoluciones por segundo).
La unidad newton-metro es dimensionalmente equivalente al julio, que es la unidad de energía. En el caso del torque, la unidad se asigna a un vector, mientras que para la energía, se asigna a un escalar. Esto significa que la equivalencia dimensional del newton-metro y el julio se puede aplicar en el primero, pero no en el segundo caso. Este problema se aborda en el análisis orientacional, que trata el radián como una unidad base en lugar de como una unidad adimensional.

## Multiplicador de par
El par se puede multiplicar a través de tres métodos: ubicando el fulcro de manera que aumente la longitud de una palanca; usando una palanca más larga; o por el uso de un engranaje reductor de velocidad o caja de cambios. Dicho mecanismo multiplica el par, ya que se reduce la velocidad de rotación.